# La Torre de Cabdella
La Torre de Cabdella és un poble i municipi de la comarca del Pallars Jussà. Tanmateix, per la seva situació geogràfica, sovint se l'associava amb el Pallars Sobirà. Per exemple, havia pertangut al partit judicial de Sort, que actualment està integrat en el de Tremp.
Hi ha algunes discrepàncies a l'entorn del nom del poble (i del municipi). Si bé el topònim aprovat oficialment, i recomanat per la totalitat de filòlegs especialistes en toponímia, és Cabdella, amb b, una part dels habitants de la Vall Fosca, entre ells els que integren el mateix ajuntament, prefereixen escriure Capdella, amb p. L'argumentació per a defensar aquesta darrera grafia està basada en el costum i en la tradició, tota ella del segle xx, però. Els arguments que defensen la forma reconeguda oficialment és a l'article dedicat al poble de Cabdella. Es tracta, doncs, d'un petit conflicte entre la ciència lingüística i part del sentiment local, que no es posen d'acord. L'ajuntament utilitza exclusivament la forma escrita amb p.
Se situa a la Vall Fosca, a la meitat oriental de l'extrem nord de la comarca. Presenta un relleu muntanyós amb cims que superen els 2.800 metres tot a l'entorn d'una vall central, la del riu Flamisell. Comprèn els circs glaciars de Filià i de l'estany Gento, que formen la capçalera on s'origina el riu esmentat.
Actualment inclou l'entitat municipal descentralitzada d'Espui. En un origen, es tractava de tres municipis diferents que foren units el 1970: Mont-ros, la Pobleta de Bellveí i la Torre de Cabdella. En ser aquest darrer el més poblat, esdevingué el cap del nou municipi, que conservà el nom de l'antic municipi de la Torre de Cabdella.
En la proposta derivada de l'informe popularment denominat Informe Roca, es preveia que el municipi de la Torre de Cabdella no patís cap mena de reestructuració. Això sí, es creava una agrupació de municipis de Sarroca i Senterada amb la Torre de Cabdella.

## Etimologia

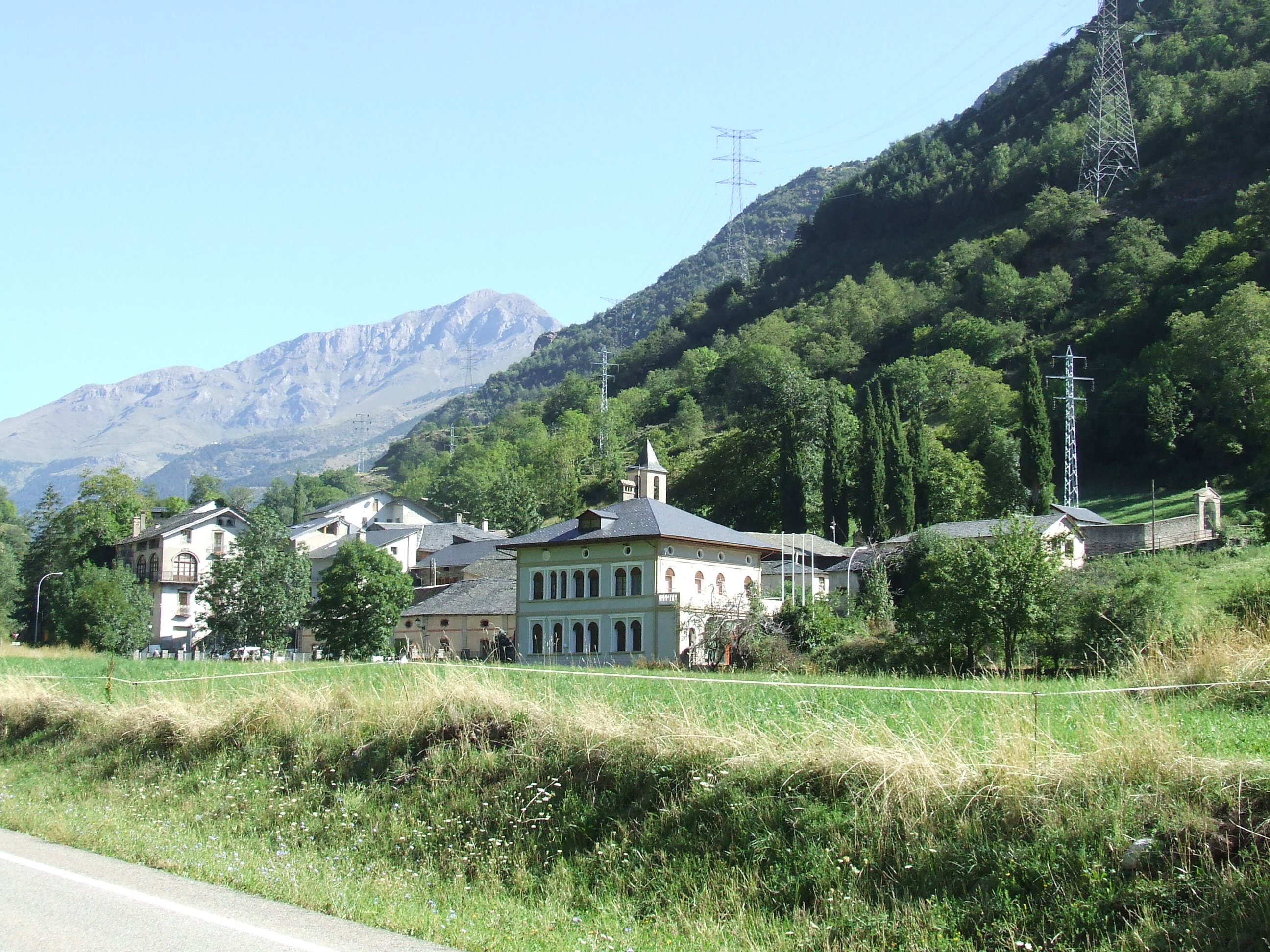
La Torre de Cabdella, des del sud-oest

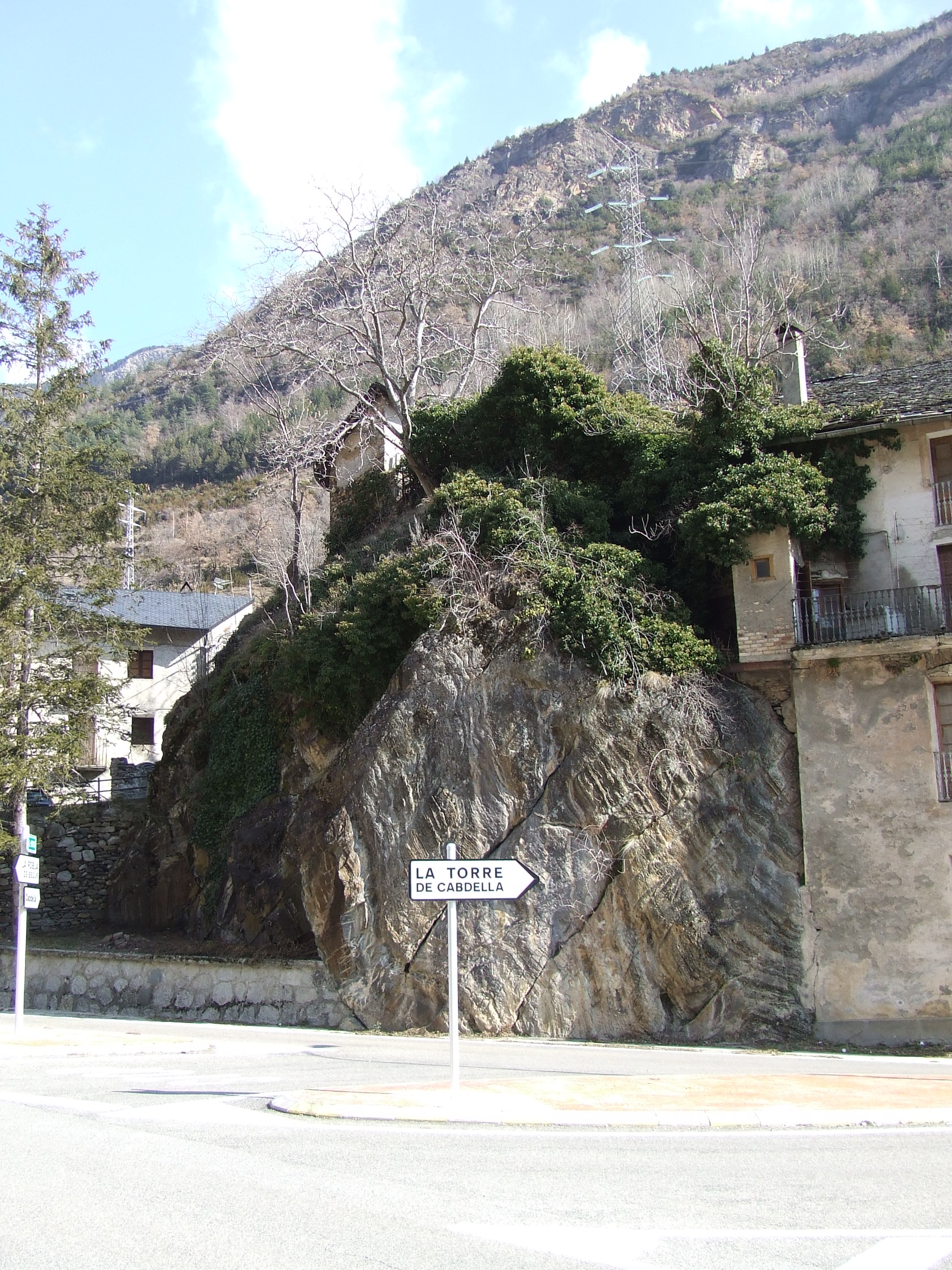
Roca que acollia l'antiga Torre de Cabdella

Per a Joan Coromines, no hi ha cap dubte que el nom del poble ve de capitella, plural de capitellum, referint-se als caps, o cims, que envolten el paisatge de Cabdella. Seria, doncs, com si referint-nos al poble diguéssim que és el poble dels caps, dels cims de muntanya que té tot al voltant seu.
L'evolució del topònim en català dona inevitablement la forma Cabdella, no la de Capdella, que defensen moltes persones a la Vall Fosca. Del capitella original, es passa a captella per caiguda de la i intermèdia. Un cop entre vocals, el grup consonàntic pt, fonèticament sord, passa a sonoritzar-se, com és habitual en català en aquesta mena de casos. Els equivalents sonors de pt són bd, i no es pot donar cap forma híbrida: tots dos sons tenen sempre la mateixa característica; o tots dos són sords (pt), o tots dos sonors (bd). Per tant, des del punt de vista etimològic, cal excloure del tot la possibilitat que el topònim Cabdella s'escrigui d'altra manera que aquesta.
Cal tenir en compte que aquest topònim és format per una sola arrel. Un cosa diferent és la que es dona en topònims com Capdevila, on sí que hi pot haver juntes una p i una d perquè en aquest cas es tracta de la unió de tres paraules: cap de vila, que passen a escriure's juntes.
L'etimologia del topònim de la Torre de Cabdella s'explica a partir del de Cabdella. Aquell poble devia ser el primigeni, i la Torre indica, possiblement, una torre de guaita o de defensa pertanyent a Cabdella, al voltant de la qual anà sorgint un nucli de població. Amb el pas del temps, la Torre de Cabdella, situat en lloc més planer i més ben comunicat, va anar esdevenint el nucli principal, mentre que Cabdella anava quedant rellegat a un paper secundari, a causa de ser més desavinent el seu emplaçament, sobretot a partir de l'edat moderna.
Segons Ceferí Rocafort, la torre que donà nom al poble i municipi és la torre romànica reconvertida en capella de Sant Martí de Ballmoll, o de la Torre de Cabdella, però els veïns de més edat de la Torre de Cabdella recorden haver vist fa anys una part de la torre a l'indret que apareix a la fotografia adjunta. Actualment encara en queden algunes restes, però són molt difícils de veure pel seu emplaçament i la vegetació que hi ha crescut.

## Geografia
- Llista de topònims de la Torre de Cabdella (Orografia: muntanyes, serres, collades, indrets..; hidrografia: rius, fonts...; edificis: cases, masies, esglésies, etc).

Termes municipals limítrofs:
| La Vall de Boí (Alta Ribagorça) | Espot (Pallars Sobirà) | Espot (Pallars Sobirà)                                |
| Sarroca de Bellera              |                        | Sort (Pallars Sobirà) i Baix Pallars (Pallars Sobirà) |
| Senterada                       | Senterada              | Baix Pallars (Pallars Sobirà)                         |

## Entitats de població
| Entitat de població   | Habitants (2023) |
| la Pobleta de Bellveí | 199              |
| la Plana de Mont-ros  | 80               |
| Espui                 | 72               |
| Mont-ros              | 50               |
| Central de Capdella   | 42               |
| Pobellà               | 40               |
| Guiró                 | 37               |
| la Torre de Capdella  | 37               |
| Paüls de Flamisell    | 33               |
| Cabdella              | 31               |
| Obeix                 | 31               |
| Beranui               | 24               |
| Astell                | 23               |
| Antist                | 21               |
| Molinos               | 19               |
| Aiguabella            | 18               |
| Castell-estaó         | 10               |
| Estavill              | 9                |
| Envall                | 7                |
| Font: Idescat         |                  |

Formen l'actual terme municipal de la Torre de Cabdella els pobles següents, agrupats segons el seu antic terme municipal:
- Mont-ros: la Plana de Mont-ros, Beranui, Gramenet de Beranui, Molinos, Mont-ros, Paüls de Flamisell i Pobellà
- la Pobleta de Bellveí: la Pobleta de Bellveí, Antist, Castell-estaó, Envall, Estavill i els despoblats antics de Bellveí, Puiforniu i Serraspina
- La Torre de Cabdella: la Torre de Cabdella, Aiguabella, Astell, Cabdella, Espui, Aguiró i Obeix, a més de la Central de Cabdella.

- Aiguabella
- Astell
- Cabdella
- La Central de Cabdella
- Espui
- Guiró
- Obeix
- La Torre de Cabdella

Nota: Els altres pobles són a l'article corresponent al seu antic terme municipal.

## El municipi antic de la Torre de Cabdella

### Geografia
| ↓ | 1812 — 1972 | → |

|  | Baronia d'Erill                                 |
|  | Parròquia de Sant Martí de la Torre de Cabdella |
|  | Parròquia de Sant Vicenç de Cabdella            |
|  | Parròquia de Sant Julià d'Espui                 |
|  | Baronia de Bellera                              |
|  | Parròquia de Sant Joan Baptista de Guiró        |
|  | Parròquia de Santa Maria d'Obeix                |
|  | Monestir de Sant Genís de Bellera               |
|  | Monestir de Santa Maria de Lavaix               |
|  | Parròquia de Sant Andreu d'Astell               |

| La Torre de Cabdella |

|  | Baronia d'Erill                                 |
|  | Parròquia de Sant Martí de la Torre de Cabdella |
|  | Parròquia de Sant Vicenç de Cabdella            |
|  | Parròquia de Sant Julià d'Espui                 |
|  | Baronia de Bellera                              |
|  | Parròquia de Sant Joan Baptista de Guiró        |
|  | Parròquia de Santa Maria d'Obeix                |
|  | Monestir de Sant Genís de Bellera               |
|  | Monestir de Santa Maria de Lavaix               |
|  | Parròquia de Sant Andreu d'Astell               |

| La Torre de Cabdella |

#### Descripció geogràfica
En aquest apartat de l'article està descrit únicament l'antic terme municipal de la Torre de Cabdella, que ocupava una extensió de 115,49 km² dels 165,96 que abraça el terme actual. Els altres dos que formen l'actual terme municipal del mateix nom, Mont-ros i la Pobleta de Bellveí, tenen article independent, on se'n fa la descripció corresponent.

##### Perímetre del terme
Se situa l'inici d'aquest perímetre del terme 500 metres a l'est-nord-est del cim de Santa Bàrbara (de 1.612,9 m. alt.), a la cota 1.510, on es troben els termes de Senterada (enclavament de Larén, la Torre de Cabdella i l'antic terme de la Pobleta de Bellveí, actualment inserit dins del terme de la Torre de Cabdella.

##### Límit amb l'enclavament de Larén, del terme de Senterada
Des d'aquest lloc el termenal amb l'enclavament de Larén arrenca cap al ponent, lleugerament decantat al nord, fins que arriba a un coll de muntanya, de 1.592,1 m. alt., uns 250 al nord del cim de Santa Bàrbara, on es troben els termes de l'enclavament de Larén (Senterada), la Torre de Cabdella i l'antic terme de Benés, de l'Alta Ribagorça, actualment de Sarroca de Bellera, del Pallars Jussà.

##### Límit amb l'antic terme de Benés, ara del de Sarroca de Bellera
Des d'aquest punt, el termenal baixa uns 300 metres en direcció nord-est, fins a assolir la cota 1.455, al lloc anomenat les Pegueres, on, sobtadament, fa un angle recte cap al nord-oest i, sense seguir cap accident orogràfic, s'adreça quasi en línia recta al Tossal del Portell, de 1.556,1 m. alt. En aquest punt, torna a trencar cap al nord-est, per seguir una carena que porta la línia de terme fins al Coll d'Oli, de 1.526,9 m. alt., continua per la mateixa carena cap a la Collada de Pui Cavaller, de 1.593,4, i encara continua cap al Tossal de Tuiro, de 1.769,9. En aquest punt comença cap al nord la Serra de Castellnou, que va seguint sempre cap al nord, lleugerament decantant-se cap a llevant: les Roquetes del Morral, de 1.865,9, el Bony de Cortsolàs, de 2.060, la Collada de les Pales, de 2.107,8, i el Pilar de la Pala, de 2.198,1.
Al Pilar de la Pala comença, sempre cap al nord, la Serra de la Pala, i el termenal la va seguint sempre muntanya amunt. Així, arriba al Tossal de la Pala Gran, de 2.303,7 m. alt., i continua pujant, ara inflexionant cap a ponent: el Tossal de les Comes de Guiró (2.462,6 m. alt.), el Tossal de les Tres Muntanyes (2.596), on es troben les serres dels Estanyets, dels Tres Pessons i la ja esmentada de la Pala. El termenal segueix la dels Tres Pessons, cap al nord-oest, i s'enfila fins al Tossal Llarg (de 2.686,4 m. alt.). Començant a baixar, ara cap al nord-nord-oest, comença a baixar cap al Serrat de Palomera, de 2.566,9 m. alt., on torna a tòrcer cap al nord-est, per adreçar-se al Port de Filià, de 2.399,9 m. alt. Sota aquest port, per la banda de llevant, és on hi havia projectada una estació d'esquí, en el terme de la Torre de Cabdella, a l'Obaga de Filià, que el 2009 ha quedat aturada a causa de la crisi econòmica.
Carenant encara, cap al nord i després cap al nord-est, el termenal s'adreça a la carena de les Raspes del Corral de Taüll, sempre al voltant dels 2.500 m. alt., i puja al Tossal de Paiasso (o Pic de Filià), de 2.772,2, fins que, just al nord-est d'aquest darrer tossal, a 2.733,4 m. alt., troba la Serra de les Cabeçades, que segueix cap al nord-oest. Passa pel Port de les Cabeçades (2.576,8) i, serra amunt, arriba al Tossal de Rus, de 2.667,7, que és el punt més al nord del terme. En aquest indret es troben els termes de Sarroca de Bellera (antic terme de Benés), la Torre de Cabdella i la Vall de Boí (antic terme de Barruera).

##### Límit amb l'antic terme de Barruera, ara de la Vall de Boí
Del Tossal de Rus, el termenal, ara amb la Vall de Boí (antic terme de Barruera), emprèn la direcció nord, fent ziga-zagues per anar seguint les carenes per on discorre. Del Tossal de Rus va cap al Port de Rus (2.616,9 m. alt.) i lo Castell de Rus (2.776,7). Tot seguit, cap a Coll Roi (2.719,3), el Pic de l'Estanyet (2.776,4), i lo Pessó Petit -o Pic Petit del Pessó- (2.793,3), a l'extrem de llevant del Serrat del Forat. En aquest lloc el termenal, encara amb la Vall de Boí, va torcent cap al nord-est. Sempre carenant, va cap al Pic Gran del Pessó (2.894) i el Castellet de Rius (2.886,2), el Pic de les Mussoles (2.876,5), el Coll Pla de Dalt (2.720,3) i el Cap de Reguera (2.800,5), on torna a agafar la direcció nord fins al Pic de Morrano (2.813,5).
Altre cop cap al nord-est, el termenal va carenant cap a la Collada de Morrano (2.633,3), el Pic de Nariolo (2.856,7), on torna a girar cap al nord, i va cap al Pic de Dellui (2.802,2), on emprèn cap al nord-est, i s'adreça a la Collada de Dellui (2.577,4), el Coll (o Colladó) dels Gavatxos (2.667), on ha girat decididament cap a llevant, Al Coll dels Gavatxos es troben els termes municipals de la Torre de Cabdella, Barruera (ara, la Vall de Boí i Espot). És, per tant, el punt de trobada de les tres comarques: Pallars Jussà, Alta Ribagorça i Pallars Sobirà.
Des del Pic Gran de Pessó fins a aquest punt el límit del terme municipal és també el límit el sector interior del Parc Nacional d'Aigüestortes i Estanys de Sant Maurici.

##### Límit amb el terme d'Espot, del Pallars Sobirà
Per poca estona, el termenal, ara amb Espot, encara emprèn la direcció nord-est. Ara bé, al cap de poc menys de 700 metres arriba al Pic de Subenuix, de 2.905,5 m. alt. A partir d'aquest pic, el termenal va baixant, sempre fent ziga-zagues pel cim de la carena, cap al sud-est. Arriba al Pic Morto, de 2.902 m. alt., seguint les Pales de la Muntanyeta, i per Sobremonestero segueix la mateixa direcció, però cada cop més decantada cap al sud. Passa pel Pic de Sobremonestero, de 2.879,5, el Pic de Mar, de 2.841,9, passat el qual la línia de terme gira ara cap a llevant, per anar a buscar el Coll de Mar (2.752,5), el Coll de Peguera (2.717,7) i el Pic de Peguera (2.980,1). Al Pic de Peguera, punt més alt del terme municipal de la Torre de Cabdella, torna a agafar la direcció sud-est, cap al Tuc de Saburó (2.905,7), on torna a emprendre cap al sud. Aquesta zona és una de les regions pirinenques amb més estanys de muntanya. Al cap de poc arriba a la Collada de Saburó, de 2.668,3 m. alt., on emprèn un tros de termenal en forma d'arc cap al sud-est convex cap al sud-oest, fins que arriba al Pic de la Mainera, de 2.909,3 m. alt., on es troben altre cop tres termes: la Torre de Cabdella, Espot i Sort, en el que fou l'antic terme municipal de Llessui.
En aquest punt s'acaba també el contacte del terme de la Torre de Cabdella amb el Parc Nacional d'Aigüesmortes i Estany de Sant Maurici.

##### Límit amb l'antic terme de Llessui, ara de Sort, del Pallars Sobirà
Del Pic de la Mainera, i encara sempre carenant, el termenal continua cap al sud, lleugerament decantant-se cap a ponent. Per la Tartera de Mar arriba a la Pala Pedregosa de Llessui, de 2.882,4 m. alt., i continua cap al Pas de l'Os, de 2.861,3. Tornant ara cap al sud-est, fent un arc que per la banda de Llessui es coneix com la Pala Pedregosa de Llessui, arriba a la Collada de la Coma de l'Espòs, de 2.638,3. Continua pujant per la carena cap al Montorroio, de 2.862,4. Ara cap al sud-oest, pels Crestells de Montorroio, va al Tossalet de la Coma (2.731,6) i la Collada de Coma Plana (2.698,4). Altra volta cap al sud, s'adreça ara al Montsent de Pallars, de 2.882,7 m. alt.
Del Montsent de Pallars, i sempre per la carena, el termenal va davallant de forma important cap al sud-oest, primer pel Serrat del Collet, i després per la Serra de la Mairena, fins a arribar al Tossal de Pamano, de 2.151,1, al nord del qual es forma el barranc de Pamano, que inspirà el nom del barranc que discorre al costat del poble on s'esdevé l'acció de la novel·la de Jaume Cabré i Fabré Les veus del Pamano. Sempre cap al sud seguint les ziga-zagues de les carenes de muntanya, el termenal va cap al Coll de Triador, de 2.108,1 m. alt., i torna a pujar per la Serra d'Altars cap al Bony d'Altars (2.416,9) i la Collada d'Altars (2.404,3). Poc després passa al costat de l'estació superior del telecadira que arriba més amunt de l'Estació d'esquí de Llessui, i puja a lo Tossal (2.493,9). En aquest punt antigament es trobava el punt de coincidència entre la Torre de Cabdella, Llessui, ara pertanyent al municipi de Sort, i Mont-ros, ara integrat en el de la Torre de Cabdella.

##### Límit amb l'antic terme de Mont-ros, ara de la Torre de Cabdella
Des de lo Tossal, l'antic termenal amb Mont-ros, seguia una línia bastant recta decididament cap al sud-oest seguint el Serrat de Cabo i el Serrat del Solà (es Collades, de 1.569,4 m. alt., Pui Redó, de 1.560,4), una continuïtat de l'altre, que davallen en uns 4,5 km. dels 2.493,9 m. alt. de lo Tossal al riu Flamisell, just al nord de Molinos, a 989 m. alt. Des d'aquest lloc, el mateix riu feia de termenal entre la Torre de Cabdella i Mont-ros, sempre en direcció sud-oest, fins a l'afluència, per la dreta, del barranc Roi. Al lloc on es troben el riu i el barranc hi havia una altra trobada de termenals, que avui dia ha quedat anul·lada perquè els tres termes que s'hi trobaven estan ara tots tres integrats en la Torre de Cabdella. Es tractava dels termes de la mateixa Torre de Cabdella, Mont-ros i la Pobleta de Bellveí.

##### Límit amb l'antic terme de la Pobleta de Bellveí, ara de la Torre de Cabdella
Des del mesclant d'aigües del Flamisell i el barranc Roi, l'antic termenal seguia un tros el mateix barranc, fins a arribar just al nord-oest del poble de Castell-estaó on, sempre cap al sud-oest, s'enfilava cap a la Roca de la Peira (1.262,5 m. alt.), i pel Prat de la Casona anava a buscar la carena del Serrat de l'Aire: Serrat de la Broncalera (1.461,2 m. alt.) i Serra de Santa Bàrbara, al punt on ha començat aquesta descripció.

#### L'interior del terme
L'interior del terme de la Torre de Cabdella no és difícil d'explicar: es tracta de tota la vall alta del riu Flamisell, amb tots els rius, riuets, barrancs i torrents que el formen, entre les muntanyes de més de 2.000 metres (i a prop dels 3.000, fins i tot) que emmarquen aquesta vall, i uns metres més avall del cap de municipi, el poble del seu mateix nom.

##### La regió dels estanys
La zona nord del municipi, que no conté cap nucli de població, ja que està tota més al nord de Cabdella, el poble més septentrional del terme, està plena d'estanys i d'instal·lacions destinades a convertir l'aigua en un element productor d'energia elèctrica.
Els estanys de més al nord, i de més alçada, són els Estanys de la Montanyeta. Són quatre estanys que van a confluir a l'inferior, que es troba a uns 2.600 m. alt. Per un barranc, aquestes estanys es comuniquen amb l'Estany Morto, a prop dels 2.400 m. alt., que és al seu sud-est. L'Estany Morto, a més, rep del costat de llevant les aigües dels Estanys de Carboneres, que arriben a ser uns deu, en total. De l'Estany Morto, per camins diversos, les aigües baixen cap a l'Estany de Castieso, a uns 2.370 m. alt., estany que encara en rep un parell més pel seu nord i un altre pel sud-est. De l'Estany de Castieso, les aigües baixen cap a l'Estany d'Eixerola, passant per quatre estanyets situats entre els dos (cadascun d'aquests grans estanys sol ser més extens que el seu immediat superior).

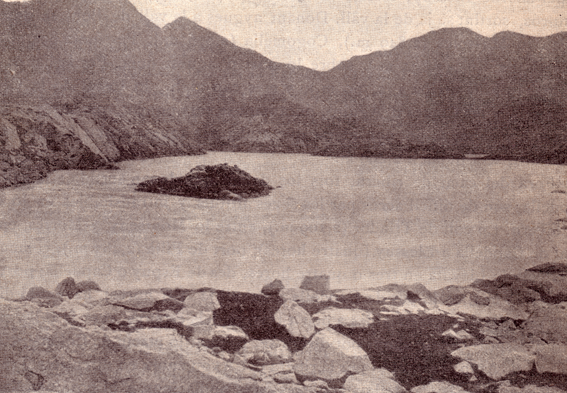
L'Estany Tort vers l'any 1900

L'Estany Eixerola es transforma en l'Estany de Cubieso, que és el primer que té una gran presa per augmentar la seva capacitat. Es troba a 2.350 m. alt. Aquest estany també rep aigües d'algun estanyet més. L'Estany de Cubieso, a través de les seves comportes, aboca les aigües a l'Estany Tort, que té l'Estany de Nariolo al seu nord-oest. Tots aquests estanys, prou extensos, estan proveïts de presa, per tal d'augmentar la capacitat de l'estany primigeni, que era molt més reduït. En tots els casos, estanyets més petits van enriquint el panorama lacustre, realment extraordinari, d'aquesta regió. L'Estany Vidal i els Estanys dels Vidals d'Amunt provenen del nord-est, cap a l'Estany Tort.
Entremig d'aquests sistemes d'estanys, i a prop del ja esmentat Pic de Mar, es troben altres pics notables: Pic Tort (2.886,4) i Pic dels Vidals (2.903,8), tots dos del Serrat dels Vidals, al nord-est de l'Estany Tort, i Pic Fosser (2.742,7) i Collada de Mariolo (2.692,8) al seu sud-oest. Enmig es van obrint les valls que allotgen els estanys que es van esmentant. L'Estany Tort és un dels que, a través del torrent de Sallente, aflueix en l'Embassament de Sallente, que, tot i no ser de gaire volum, és el que fa de regulador de tota aquesta regió d'estanys.
El Pantà de Sallente rep d'altres estanys afluents seus. Del nord-oest, l'Estany Fosser, no gaire gros, i del nord-est, l'Estany Gento, un dels més importants del Pirineu pel que fa a la seva contribució en la producció d'energia elèctrica. Al Pantà de Sallente, fins on arriba la carretera asfaltada que ve de Cabdella, hi ha la important Central de Sallente, d'aprofitament reversible. Situat a uns 1.750 metres d'altitud, aquest estany té 400 metres més amunt, al seu nord-est, l'Estany Gento.
L'Estany Gento, pel seu costat rep l'afluència de vint-i-sis estanys situats entre el seu nord i el seu nord-est, entre els quals destaquen l'Estany Xic de Colomina, l'Estany de la Colomina, l'Estany Frescau, els Estanys de Saburó d'Amunt, l'Estany Petit de Saburó, l'Estany de Saburó, els quals, intercomunicats subterràniament, formen part del complex hidroelèctric centrat en els estanys Gento i de Sallente i la Central de Sallente. Fora d'aquest sistema només queden alguns estanyets aïllats, com l'Estany de la Font Blanca, separats d'aquesta zona per serrats com el Serrat del Bony de Cornera.
Al pantà de Sallente i la central corresponent es tanca aquest complex sistema de producció d'energia elèctrica, que incloïa una línia de tren, conservada en alguns trossos propers a l'Estany Gento, i una carretera subterrània de servei per a la central que conté un túnel de quasi 3 km.
A Sallente, a més, és on neix el Flamisell, riu que conforma l'eix vertebrador, de nord a sud, del municipi de la Torre de Cabdella.
A banda d'aquest sistema d'estanys, n'hi ha un altre que no ha estat tan aprofitat per a la producció d'energia elèctrica. Es tracta del conjunt d'estanys que hi ha al voltant del Pic Salado, de 2.513 m. alt., en una ampla vall delimitada a ponent per les carenes que delimiten el terme (Tossal de les Raspes Roies, Pics Gran i Petit del Pessó, Pic de Mussoles, Cap de Reguera i Pic de Morrano), a llevant pel suara esmentat Pic Fosser i la serra que des d'ell baixa cap al sud, la Serra Tancada (2.660,9 m. alt.) i el Pic de l'Espada (2.548,5), i al nord per la carena que uneix les que s'acaben d'explicar, amb la Collada de Nariolo, de 2.692,8. Al sud, la vall és oberta cap a la immediata vall del Riqüerna. Tota aquesta zona lacustre està compresa en la zona perifèrica del Parc Nacional d'Aigüestortes i Estany de Sant Maurici, on és coneguda com els estanys de Cabdella.

##### La vall del Riqüerna
La regió dels estanys de Cabdella comprèn, a occident, l'Estany de Dalt, el de Ribanegra, el de Francí de Dalt, el de Francí, el de Travessan i el Redó, que formen el barranc de Francí. A orient, els Estanyets Amagats, l'Estany de Reguera, el Saladino, el Salado, el de Cogomella, el Grenui, el Morera i el Tapat, que aflueixen en el barranc de Francí més a llevant. Al cap de poc, aquest barranc encara rep, venint de ponent, el barranc de Coma del Port, que ve dels vessants septentrionals del Pic de Filià. El barranc de Francí, sota i al sud-oest del Pic de l'Espada es transforma en el Riu de Riqüerna. Continua rebent afluències de barrancs de les altes muntanyes que tanquen aquesta vall, com, per la dreta, el barranc de Gatopelado.
El riu de Riqüerna passa pel sud del poble de Cabdella just abans d'ajuntar-se amb el Flamisell, molt a prop d'on també aiguavessa en el Flamisell el riu de Filià.
El límit nord d'aquesta vall és el complex d'estanys abans esmentat, així com els mateixos límits del terme municipal entre el Pic de Filià, al sud, i el Pic de Nariolo al nord, i les serres que surten d'aquest darrer cim cap al sud: Collada de Mariolo, Pic Fosser, Collada de les Arenes, Serra Tancada, Collada de Font Sobirana i Pic de l'Espada. Aquest darrer, de 2.548,5 m. alt., marca, en els seus vessants de sud-est, el límit de la vall baixant ja cap a Cabdella.
El límit meridional de la vall, més recte i curt, va del Pic de Filià cap a llevant, inflexionant cap al sud, cap al Fitero, de 2.464,1 m. alt., i les Roques de la Ferrera, de 1.861,5, que marquen la separació, en el darrer tros, entre les valls del Riqüerna i del Filià.

##### La vall del riu de Filià
Al sud del Pic de Filià hi ha un ample circ entre muntanyes que és la conca de capçalera del riu de Filià. En aquest indret hi ha projectada una estació d'esquí, centrada a l'Obaga de Filià, les obres de la qual van començar, però van quedar aturades a causa de la situació econòmica de l'empresa que desenvolupava aquell projecte. El 2009 porta ja més d'un any tot aturat.
El riu de Filià neix, de fet, sota mateix i a llevant del cim del Tossal Llarg, i baixa cap al nord-est, direcció que segueix tota l'estona aquest riu. Se li ajunten diversos barrancs d'aquest circ de capçalera i, ja més endavant, el barranc de Coma Palomera, per l'esquerra, el barranc de la Coma de l'Estany, amb l'Estany de Filià al capdamunt, per la dreta, i el barranc de la Coma de Fuses, amb el barranc de Coma-l'empriu al capdamunt, també per l'esquerra. Finalment, s'aboca en el Flamisell molt a prop de Cabdella i del riu de Riqüerna.
El límit septentrional d'aquesta vall és el que s'ha descrit com a meridional per a la vall del Riqüerna. Pel costat de ponent, el circ on es forma la vall del Filià està marcat, de nord a sud-est, pel Pic de Filià, el Port de Filià. el Tossal Llarg i el Tossal de les Tres Muntanyes, tots tres ja esmentats perquè formen el límit del terme municipal. A partir d'aquest darrer, baixa, ja marcant el límit sud de la vall, una carena cap a llevant que ja és interna de la Torre de Cabdella: pel Serrat d'Escobets va al Serrat d'Astell, de 2.620,5 m. alt., lo Portarró, de 2.468,2, per la Serra des Pessons cap al Tossal de la Costa, de 2.604,4. Aquest darrer tram, ja dins del terme de la Torre de Cabdella, és el límit del perímetre exterior destinat a les pistes de la projectada estació d'esquí de Filià.
Del Tossal de la Costa el límit d'aquesta vall inflexiona cap al nord pels Colladons (2.264,2 m. alt.) i les Roques dels Verdins (2.136,7), per anar a buscar el Serrat d'Escobets (amb el Serra d'Amont, de 2.029,7 m. alt. al punt més elevat), i les Castellons, ja damunt de la Central de Cabdella, en el tram final.

##### La part central de la vall del Flamisell (de la Central de Cabdella a Molinos)
La part central de la Vall Fosca és més ampla i amb afluents menys marcats a banda i banda. A l'extrem nord d'aquest tram de vall hi ha la Central de Cabdella, a l'extrem sud de la qual arriba per l'esquerra el barranc d'Arinyolo, amb els Regatills a la capçalera. El barranc d'Arinyolo, com tots els que arriben de llevant, baixen de la carena que fa de límit del terme de la Torre de Cabdella amb el Pallars Sobirà. Poc abans d'Espui, per la dreta arriba el barranc de la Solaneta i, tot seguit, el d'Escobet, que passa ran del poble d'Espui, que li queda a la dreta.
Al cap de ben poc tros, per l'esquerra aflueix el barranc d'Aigüero, que baixa del Pamano, també al límit municipal i comarcal. Passat Espui, el Flamisell, que disposa d'un fons de vall ample, arriba a Aiguabella. Just abans hi arriba per l'esquerra el barranc de la Creu, que ve del Bony d'Altars, i davant d'Aiguabella mateix, per la dreta el barranc des Serres, que baixa del Tossal de la Collada Gran, un cim interior del terme de la Torre de Cabdella que domina aquest sector (fa 2.141,1 m. alt.). Passat Aiguabella, el Flamisell es decanta una mica cap al sud-oest, i rep aviat per la dreta el barranc des Bisarts, que ve del Tossal de la Costa. Poc després ja es troba el Càmping de la Vall Fosca i el poble de la Torre de Cabdella, cap del municipi.
Al sud del poble, i per l'esquerra, arriba el barranc dels Covilars, que baixa de lo Tossal, també en la línia de terme. Al cap d'una mica, i paral·lel a l'anterior, baixa de llevant el barranc de les Espones, que davalla per una vall molt marcada que té un circ a la capçalera format per tot de barrancs: dels Espinaus, del Ribàs, del Ban, des Medianos, dels Pallerols, des Basses. És una vall d'una bellesa feréstega, sobretot per la dificultat de penetrar-hi.
Seguint el Flamisell, aviat s'arriba Molinos, en una zona ja més oberta i poblada, on comença a haver-hi pobles i moltes bordes repartides per la muntanya. En aquest lloc, per la dreta del riu continua l'antic terme de la Torre de Cabdella, però per l'esquerra es tracta ja del territori que pertanyia al terme municipal de Mont-ros, ara unit amb la Torre de Cabdella.
Tot el costat esquerre del Flamisell que s'ha anat descrivint està format per serres i costers que davallen de la carena que forma el límit del municipi i de la comarca. Hi destaquen el Serrat del Fener Roi, la Cogulla (1.846,4 m. alt.), la Roca de Sant Joan (1.828,7) i la Roca ventolera (1.692,8), que marquen el límit nord del barranc dels Covilars. La carena següent, pel sud-est, està formada pel Serrat del Solà i el del Cabo, per on passava el termenal entre la Torre de Cabdella i Mont-ros.
Per la dreta de la vall, un massís format pel Tossal de la Collada Gran, ja esmentat, el Tossal de la Costa i la serra que en baixa cap al sud-est (Collada Gran, Collada Xica, Roques de Pla de Far, de 2.018 m. alt., Plan de Far i Serra de Sant Miquel, amb la Roca del Far, de 1.673,1, el darrer tram de la qual s'adreça a Molinos.

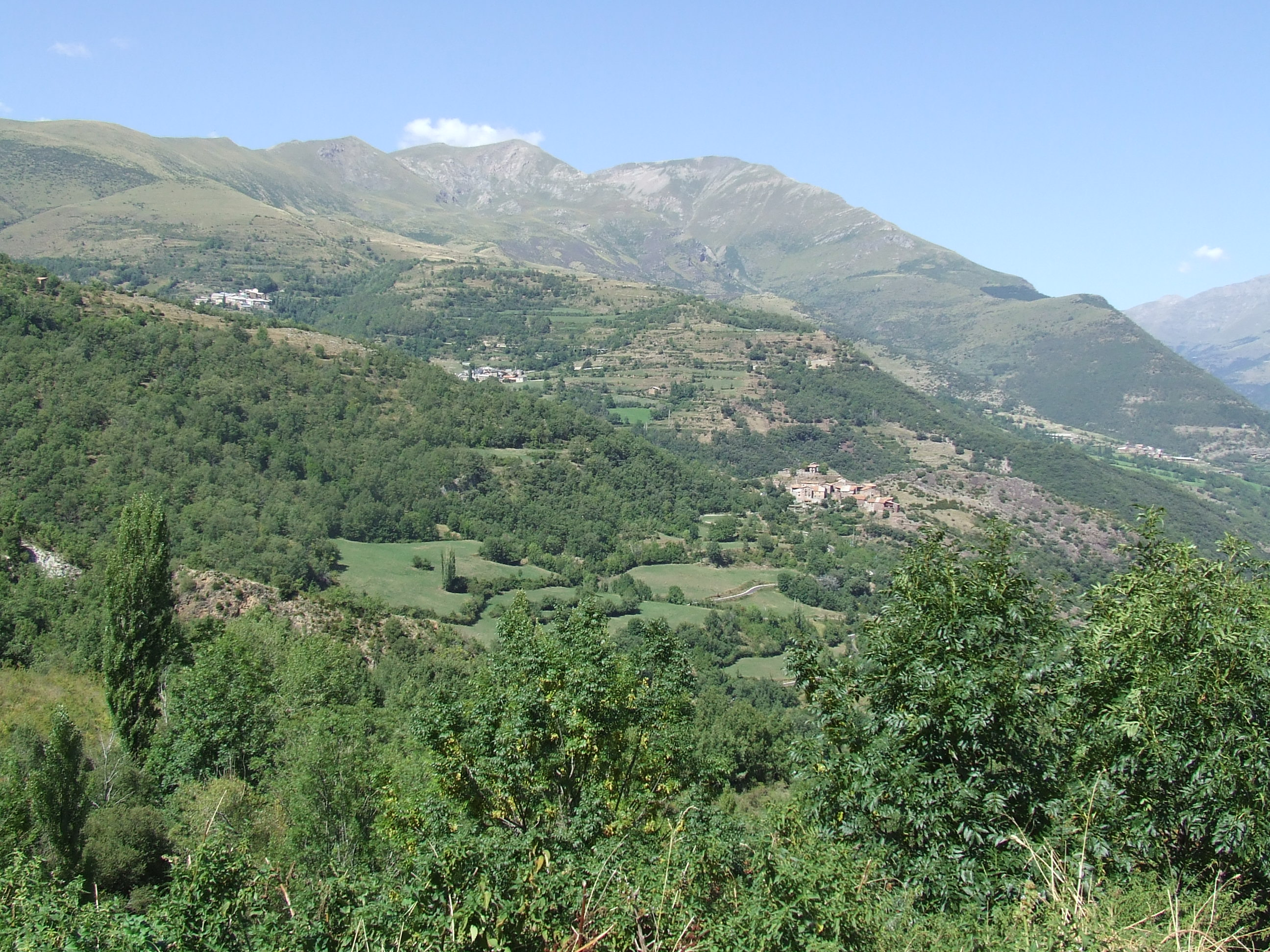
Els pobles del Solà, Aguiró, Obeix i Astell

##### La vall del barranc del Solà i Astell
El sector sud-oest de l'antic terme de la Torre de Cabdella està format pel barranc del Solà i els seus barrancs tributaris, que baixen d'un circ de muntanyes delimitat a ponent per la Serra de Castellnou i la seva continuació cap al nord de la Serra de la Pala, el Serrat d'Escobets amb el Tossal d'Astell (2.619,2 m. alt.), i el Tossal de la Costa (2.604,4 m. alt.) que en formen l'extrem nord units per la Serra des Pessons, i el Serrat de Sant Miquel.
A l'interior d'aquest circ es formen tres barrancs paral·lels, que es van a unir al barranc del Solà.
En el costat solei d'aquest barranc es troben els tres pobles del Solà: Aguiró, Obeix i Astell.

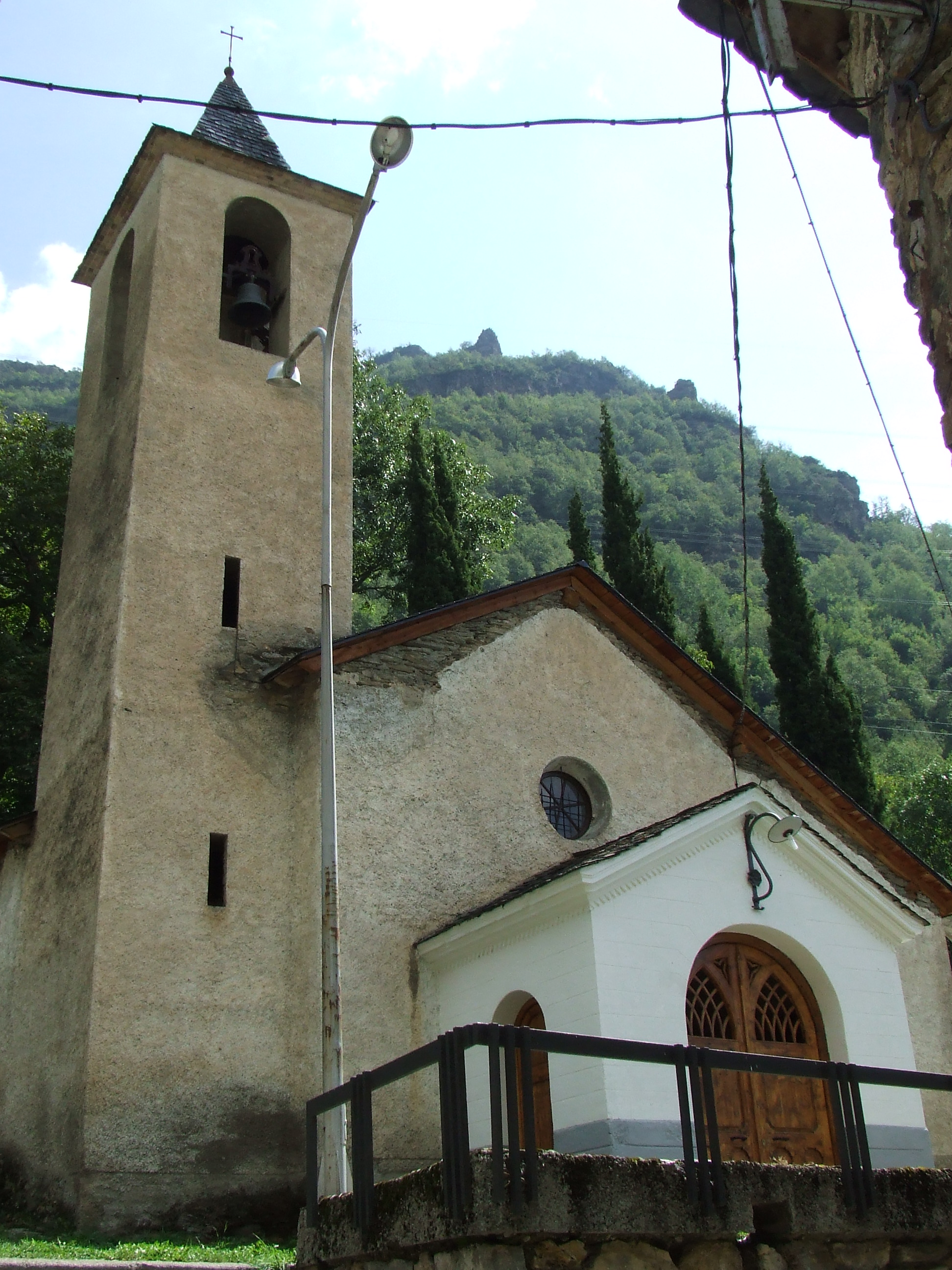
L'església parroquial de Sant Martí

#### El poble de la Torre de Cabdella
La Torre de Cabdella és un poble allargassat, possiblement a causa del camí ral que el travessava, situat a l'esquerra del Flamisell. Està situat en un coster; a la part plana s'estén un prat, actualment delimitat per la carretera nova -la variant que evita el pas pel poble- i la vella, on hi havia, fins al 1937 una sèrie d'edificacions que foren destruïdes per una sobtada creixença del Flamisell.
L'església parroquial és dedicada a sant Martí, i està situada a la part més alta del poble. Aparentment és un edifici modern, però el fet d'estar totalment arrebossat i pintat fa impossible apreciar si queden restes d'un edifici més antic. Té el cementiri al costat.
Un quilòmetre al sud de la Torre de Cabdella, a la Borda del Teixidor i al peu del camí d'Astell hi ha l'ermita romànica de Sant Martí de Ballmoll.
Segons Pascual Madoz, a mitja hora al nord del nucli de la Torre de Cabdella hi havia les ruïnes d'un antic convent de templers.
A més, pertanyien a la Torre de Cabdella un molí fariner i unes mines de coure explotades fins als darrers anys del segle xix. Fou dels primers pobles a gaudir de subministrament elèctric: vers el 1910 ja en tenia.

## Història
En el moment de constituir-se els ajuntaments moderns, el 1812, a partir del desplegament de la Constitució de Cadis, el mapa municipal de la Vall Fosca era molt diferent d'ara. Com que en un primer moment es permeté la creació de tots els ajuntaments que anteriorment haguessin tingut alguna mena de personalitat jurídica, en un primer moment sorgiren els ajuntaments següents, dins del terme primigeni de la Torre de Cabdella: Astell, Cabdella, Espui i Aiguabella, Aguiró, Obeix i la Torre de Cabdella. El 1845, però, una nova llei municipal fixava un límit de 30 veïns (caps de família) per poder mantenir la independència municipal, i tots els ajuntaments anteriors foren agregats a la Torre de Cabdella, que fou erigit en capital del districte municipal. A Mont-ros i la Pobleta de Bellveí s'esdevenia un procés similar, explicat en els seus articles respectius.
Fins a l'extinció dels senyorius (any 1831), la Torre de Cabdella pertangué a la baronia d'Erill, després comtat.

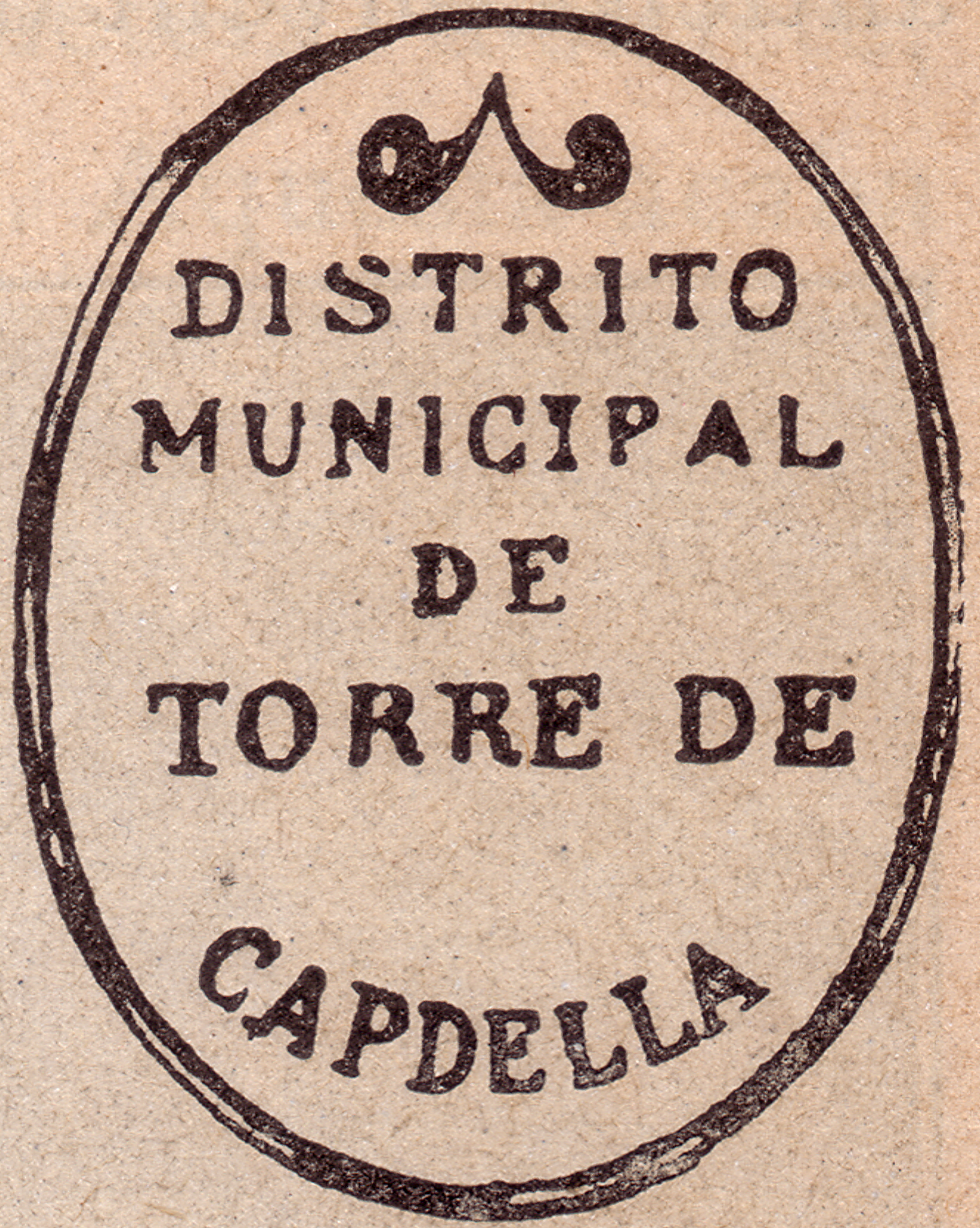
Segell municipal de vers el 1910

Pascual Madoz parla de la Torre de Capdella en el seu Diccionario geográfico... del 1845 Hi diu que la Torre de Cabdella és entre dues muntanyes, a la vora del Flamisell, combatut pels vents del nord i de vegades pels del sud. Clima fred, s'hi pateixen cadarns. Tenia 9 cases i església, de la qual depenien Aiguabella i la borda de Senalli. El terreny és de qualitat mitjana, amb alguns prats i pastures naturals. S'hi produïa blat, patates, herba, llegums, hortalisses, i poca fruita. De bestiar, ovelles i vaques. Hi havia caça de perdius, llebres i isards, i pesca de truites molt bones. Un molí fariner era la principal indústria, així com la venda de bestiar. 13 veïns (caps de família) i 64 ànimes (habitants) formaven la seva població.
En el cens del 1857 Torre de Capdellá apareix amb 914 habitants i 154 cèdules personals inscrites, repartides de la manera següent: Aguiró, 124 habitants i 21 cèdules; Astell, 114 i 18; Capdellá, 243 i 29, Espuy, 250 i 46, Obeix, 94 i 20, i Torre de Capdellá, 89 i 20.
En la descripció que en fa Ceferí Rocafort, el municipi de la Torre de Cabdella tenia, vers el 1910, 221 edificis, amb 447 habitants de fet i 614 de dret. D'ells, 29 i 65, respectivament, corresponen al poble de la Torre de Cabdella. A més, li atribueix 33 cases escampades més, entre les quals posa les d'Aiguabella i la casa de les mines i la romànica capelleta de Sant Martí, construïda dessota de la torre que ha donat nom al poble.
La Torre de Cabdella no és un poble que hagi variat substancialment la població al llarg dels anys. El 1847 hi consten 64 habitants, 46 el 1970 i 41 el 1981. Posteriorment s'inicia una recuperació de la població a tota la Vall Fosca, i el 1994 són ja 53, que han pujat a 57 el 2005.

### Composició de l'ajuntament

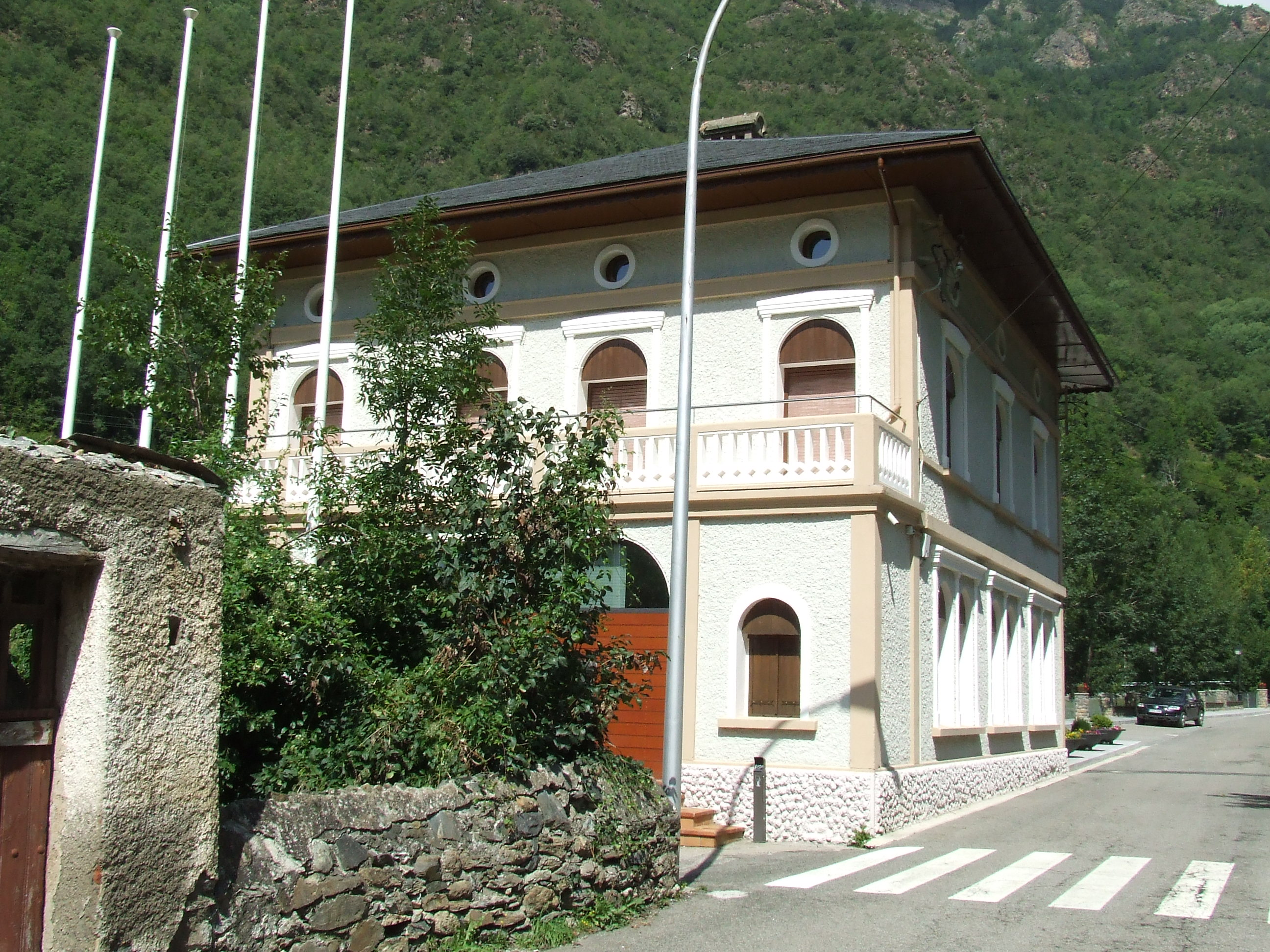
La casa de la vila de la Torre de Cabdella

#### Alcaldes
- Antoni Rispa (1899)
- J. Sanmartí (1946)
- Jacint Font i Carrera (19.4.1979 - 7.5.1983)
- Josep Soldevila i Tartera (23.5.1983 - 24.5.2003)
- Josep Maria Dalmau i Gil (14.6.2003 - actualitat)

#### Regidors
Des de les primeres eleccions municipals democràtiques, el 1979, l'Ajuntament de la Torre de Cabdella ha tingut els regidors següents: Antoni Alfonso Jordana, Josep Amorós Batalla, Jordi Badet Segués, Joan Boneta Carrera, Jordi Bosch Masa, Neus Burguès Coma, Miquel Àngel Canut Hereu, Jaume Casal i Lohan, Josep Maria Dalmau Gil, Leonor Echalar Colom, Miquel Espot Vives, Antoni Font Bosch, Jacint Font Carrera, Ramon Font Juanati, Francesc Font Navarri, Antoni Fornons Font, Francesc Fornons Gallart, Sergi Galanó Muñoz, Montserrat Gelabert Magret, Anna Maria Gigó Sabaté, Javier Gil Gil, Marc Guillem Casal, Tomàs Jordana Farré, Gabriel Jordana Margalida, Maria Pilar Juanmartí Capdevila, Jordi Languil i Badia, Antoni Masa San, Rosario Mir Faurat, Josep Montané Figuera, Marc Peró Agullana, Miquel Peró Canut, Lluís Peroy Benet, Alfons Porta Rey, Jordi Porta Rey, Josep Soldevila Tartera i Josep Maria Subirà Blanch.

#### Legislatura2011-2015
| Candidatura | Candidatura           | Cap de llista         | Vots | Regidors | % vots |
| ----------- | --------------------- | --------------------- | ---- | -------- | ------ |
|             | PSC-Progrés Municipal | José María Dalmau Gil | 294  | 5        | 67,59  |
|             | CiU                   | Neus Burguès Coma     | 114  | 2        | 26,21  |
| Total       | Total                 | 443                   | 443  | 7        |        |

- Josep Maria Dalmau Gil (PSC-PM), alcalde, responsable de l'àrea de Governació, Personal i Participació ciutadana. Representant del municipi en el Consell Comarcal
- Maria Pilar Juanmartí Capdevila (PSC-PM, Independent), 1a Tinent d'alcalde, regidora responsable de l'àrea de Sanitat, Cultura, Educació, Serveis socials, Patrimoni, Immigració i Recursos humans.
- Lluís Peroy Benet (PSC-PM, Independent), 2n Tinent d'alcalde, regidor responsable de l'àrea d'Hisenda, Urbanisme, Obres, Via pública, Manteniment i Serveis mínims
- Joan Boneta Carrera (PSC-PM), 3r Tinent d'alcalde, regidor responsable de l'àrea d'Agricultura, Ramaderia, Medi ambient, Seguretat ciutadana i Fires
- Marc Peró Agullana (PSC-PM, Independent), regidor responsable de l'àrea de Promoció econòmica, Indústria, Comerç, Turisme, Esports, Noves tecnologies i Comunicació
- Neus Burguès Coma (CiU), regidora. Representant del municipi en el Consell Comarcal
- Josep Amorós Batalla (CiU), regidor.

### Llocs d'interès
En aquesta relació hi ha esmentats únicament els elements d'interès de l'antic terme de la Torre de Cabdella. Els de Mont-ros i els de la Pobleta de Bellveí són en els seus articles respectius.

#### Històrics

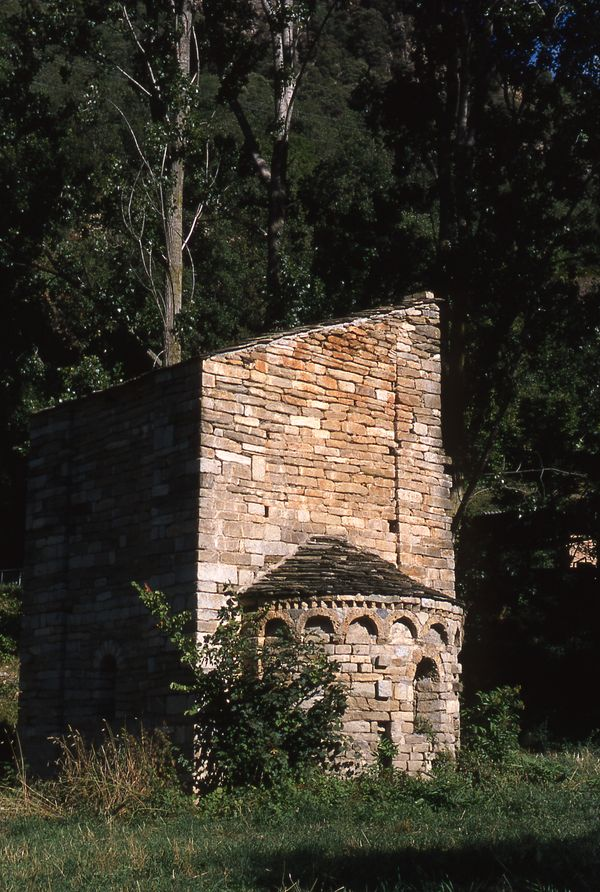
L'església romànica de Sant Martí de Ballmoll

- Església romànica de Sant Andreu d'Astell
- Església romànica de Sant Martí de Ballmoll, o de la Torre de Cabdella, monument historicoartístic
- Església romànica de Sant Joan Evangelista de Beranui
- Església romànica de Sant Vicenç de Cabdella, monument historicoartístic
- Església amb campanar romànic de Sant Julià d'Espui
- Església romànica de Sant Joan Baptista de Guiró
- Església romànica de Santa Maria d'Obeix
- Església romànica de Sant Cristòfol d'Obeix.
- Museu Hidroelèctric de Cabdella, pertanyent al Museu de la Ciència i de la Tècnica de Catalunya.[6]

#### Paisatgístics
- Estany Gento i tot el cercle d'estanys de l'entorn
- El conjunt d'estanys de tot l'entorn del Pic Salado
- El Montsent de Pallars, visible des de tota la vall
- La vall alta del riu de Filià, on hi havia projectada una estació d'esquí
- La vall del riu de Riqüerna
- El Solà i el vessant meridional del Tossal d'Astell
- Panoràmica des de la Mare de Déu de Far.

#### Masies
- La Masia del Batlle és una masia a l'antic terme de Mont-ros.[7] Està situada a llevant del poble de la Plana de Mont-ros, aturonada a llevant i damunt de la confluència del barranc de Gramenet amb el de les Garganteres. És a la mateixa carena que l'antic poble de Gramenet, bastant més enlairat a llevant. Actualment és en ruïnes. Està a 1043 metres d'altura.[8][9]

### Demografia
| 1497 f | 1515 f | 1553 f | 1717  | 1787 | 1857  | 1877  | 1887  | 1900  | 1910  |
| ------ | ------ | ------ | ----- | ---- | ----- | ----- | ----- | ----- | ----- |
| 182    | 175    | 176    | 1.162 | 866  | 2.197 | 1.358 | 1.338 | 1.323 | 1.326 |

| 1920  | 1930  | 1940  | 1950  | 1960  | 1970 | 1981 | 1990 | 1992 | 1994 |
| ----- | ----- | ----- | ----- | ----- | ---- | ---- | ---- | ---- | ---- |
| 1.960 | 1.889 | 1.810 | 1.610 | 1.380 | 953  | 644  | 712  | 749  | 749  |

| 1996 | 1998 | 2000 | 2002 | 2004 | 2006 | 2008 | 2010 | 2012 | 2014 |
| ---- | ---- | ---- | ---- | ---- | ---- | ---- | ---- | ---- | ---- |
| 691  | 658  | 679  | 670  | 698  | 722  | 808  | 791  | 755  | 761  |

| 2016 | 2018 | 2020 | 2022 | 2024 | 2026 | 2028 | 2030 | 2032 | 2034 |
| ---- | ---- | ---- | ---- | ---- | ---- | ---- | ---- | ---- | ---- |
| 748  | 747  | 759  | 764  | 785  | -    | -    | -    | -    | -    |

El cens del 1787 incorpora Espui i Castell-estaó; el 1857, Aguiró, Aiguabella, Antist, Astell, Beranui, Cabdella, Envall, Estavill, Obeix, Paüls de Flamisell i Pobellà; el 1970, Mont-ros i la Pobleta de Bellveí. Les dades anteriors estan sumades amb els antics municipis.

## Festes i tradicions
La Torre de Cabdella, com Espui i la Pobleta de Bellveí, són pobles que han servat força memòria dels temps pretèrits. Recull molta informació de les seves festes tradicionals Joan Bellmunt (op. cit.).
Jaume Arnella, també dedica un esment a la Torre de Cabdella en el seu Romanço de la Vall Fosca, romanç tradicional de nova creació (1992). Després del fragment dedicat a Pobellà diu:
| «                                         | Ve la Torre de Cabdella, Aiguabella i la Central, Espui, i a dalt de tot queda Cabdella, que és el més alt. | » |
| — Jaume Arnella, Romanço de la Vall Fosca | |   |

### Festivitats
- 3 de maig- Festa de la Santa Creu
- 2n diumenge d'agost- Festa Major
- Últim diumenge d'agost- Aplec del Roser, de llarga tradició.

## Activitat econòmica
L'activitat tradicional de la Torre de Cabdella era l'agrària i ramadera. S'hi produïa gra, llegums, patates i farratge per al bestiar, que era molt ben considerat. També eren de destacar els formatges dels diferents pobles de la vall. A principis del segle xx destacaven les 1.095 hectàrees de la Muntanya de Guiró, i dels pobles d'Astell, Aguiró i Obeix entre els monts públics comunals, que no s'havien de sotmetre a desamortització.
En l'actualitat, el nou municipi de la Torre de Cabdella conté 3.989 ha. de superfície conreada, de les quals el 95,9% són prats i la resta, farratges. A part d'això, hi ha 4.412 ha. de riquesa forestal, en els boscos comunals de Cabdella i a les tarteres de Sant Quiri, sobre el poble de Pobellà. Finalment, hi ha 4.152 ha. dedicades a pastures naturals i a guaret.
La principal riquesa de la Torre de Cabdella, però, és la indústria hidroelèctrica. Una de les primeres centrals del país fou, precisament, la Central hidroelèctrica de Cabdella, construïda el 1914 per l'empresa Energia Elèctrica de Catalunya, la qual fou comprada per la Canadenca el 1923. D'aquesta manera la Canadenca (transformada més endavant en Forces Elèctriques de Catalunya S. A., FECSA) unificava les explotacions de la Vall Fosca amb les de l'embassament de Sant Antoni, que construïa en aquella mateixa època.

## Serveis turístics
Tota la Vall Fosca i, per tant, el terme de la Torre de Cabdella, és rica en oferta turística. I ho seria més, encara, si s'hagués tirant endavant el projecte d'Estació d'esquí a Filià, projecte que el 2009 va ser aturat a causa de la situació econòmica de l'empresa que l'havia de construir.
Pel que fa a l'allotjament, hi ha cases rurals a Beranui (Casa Macianet), Cabdella (Casa Joan, Casa Quet, Casa Raons), Espui (Casa Sastre); Aguiró (Casa Ramonet), Mont-ros (Casa Ramon), Obeix (Casa Serrado), Paüls de Flamisell (Cal Peraire), la Plana de Mont-ros (Casa Teixidó i Casa Teresina) i Pobellà (la Borda de Turell i Casa Agulló); càmpings a la Torre de Cabdella (Càmping Vall Fosca); hotels a Espui (Hotel Montseny), Molinos (Hotel Vall Fosca) i la Pobleta de Bellveí (Hotal Arturo); albergs a La Torre de Cabdella (Alberg La Torre Vall Fosca) o refugi a la Central de Cabdella (Refugi la Tacita); apartaments a la Plana de Mont-ros (Apartaments Gallart), i refugis de muntanya a l'Estany de Colomina (Refugi Colomina).
L'oferta de restaurants a la Torre de Cabdella és, a més de molts dels establiments anteriors, que també tenen oferta de restauració, hi ha el Restaurant del Telefèric de Sallente, a l'Estany de Sallente, el Bar d'Estany Gento, el Bar l'Ubia d'Espui, la Braseria l'Era del Marxant i el Bar Felip, de la Pobleta de Bellveí i el Bar les Mines de la Torre de Cabdella.

## Comunicacions
Una sola carretera travessa de sud a nord tota la Vall Fosca. Es tracta de la L-503, de Senterada a Cabdella, que en 20,5 km. mena fins a aquest darrer poble. Tanmateix, la mateixa carretera, oficialment convertida en pista, acaba d'arribar a l'Estany de Sallente.
A part, només cal comptar el traçat de l'antiga carretera al seu pas per la Torre de Cabdella, on es coneix amb la numeració L-503z.
En el terme hi ha una petita xarxa de pistes rurals, en part asfaltades, que connecten tots els pobles que formen el municipi actual de la Torre de Cabdella.
En transport públic, la Vall Fosca compta amb una línia regular de transport per carretera que uneix la Pobla de Segur amb la Central de Cabdella, i dona servei directe a tots els pobles que hi ha al peu de la carretera.